# Aromobatinae
Aromobatinae – podrodzina płazów bezogonowych z rodziny Aromobatidae. 

## Zasięg występowania
Podrodzina obejmuje gatunki występujące w Cordillera de Mérida, Kordylierze Nadbrzeżnej i na półwyspie Paria w Wenezueli; w przyległej Kordylierze Wschodniej w Kolumbii; na Trynidadzie i Tobago.

## Podział systematyczny
Do podrodziny należą następujące rodzaje:
- Aromobates Myers, Paolillo-O. & Daly, 1991
- Mannophryne La Marca, 1992